# Zgrada Hrvatskog doma u Visu
Zgrada Hrvatskog doma u gradiću Visu, Obala sv. Jurja 28/30, predstavlja zaštićeno kulturno dobro.

## Opis dobra
Dvokatnicu Hrvatskoga doma podignuli su članovi rodoljubnog društva „Viški skup“ uz pomoć iseljenika 1905. godine na obali u viškoj luci. Oblikovana je u neogotičkom stilu s horizontalnom raščlambom pročelja – kamenim prizemljem iz masivnog bunjata s nizom otvora slomljenog luka, prvim katom s visokim biforama i drugim katom s nizom bifora i okruglih prozora potkrovlja. Zidovi su obrađeni imitacijom opeke od terakota žbuke na kojoj se ističe bijela kamena plastika otvora. Ugaoni toranj koji završava kamenim kruništem daje građevini dijelom fortifikacijski izgled. U interijeru prvoga kata je očuvan izvorni izgled dvorane s pozornicom koja je smještena na prvom katu te visinom zauzima dvije etaže.

## Zaštita
Pod oznakom Z-6229 zavedena je pod vrstom "nepokretno kulturno dobro - pojedinačno", pravna statusa zaštićena kulturnog dobra, klasificirano kao "javne građevine".